# Брянський (Промишленнівський округ)
Бря́нський (рос. Брянский) — селище у складі Промишленнівського округу Кемеровської області, Росія.
Стара назва — 157 км.

## Населення
Населення — 33 особи (2010; 60 у 2002).
Національний склад (станом на 2002 рік):
- росіяни — 97 %